# Khieu Ponnary
Khieu Ponnary (Battambang, Indochina francesa; 3 de febrero de 1920 - Ciudad de Pailín, Camboya; 1 de julio de 2003), Ponnary se casó con Pol Pot el 14 de julio de 1956 en París. Escogieron la fecha del aniversario de la Toma de la Bastilla y en esa misma fecha emprendieron el viaje de regreso a Camboya con un plan político en mente: fundar una nueva nación bajo los ideales comunistas. Su hermana, Khieu Thirith, se casaría también con Ieng Sary y ambas eran hermanas de otro jemer rojo: Khieu Samphan, por lo que el llamado "Grupo de Estudio de París" quedó sellado por relaciones de familia y permanecería unido las próximas décadas.

## Enfermedad mental
Phonnary fue además la primera mujer camboyana en recibir un grado de bachiller en Francia. En 1978 Ponnary fue presentada ante una multitud como la "madre de la revolución de los jemeres rojos", pero a decir verdad su papel en la historia del movimiento ha sido misterioso, pues fue reportada como interna en un hospital mental en Pekín poco tiempo después. 
Sus últimos años los pasaría en la casa de Ieng Sary en Phnom Penh, en donde no reconocía a nadie. No sabía por ejemplo que Pol Pot se había casado de nuevo en 1985 y que tenía un hijo de ese matrimonio, no recordaba a los jemeres rojos y no tenía conciencia de las acusaciones que se le imputaban al movimiento del cual ella había sido parte.
Para algunas personas, la locura de Ponnary podía evidenciarse desde la década de los 60, pues presentaba comportamientos obsesivos, en particular respecto hacia Vietnam, que consideraba dicha nación como una amenaza para Camboya. Poco a poco Pol Pot se alejó de ella, pero el odio que Ponnary sintió por Vietnam no decaería.

## La revolucionaria familia Khieu
Las hermanas Khieu - Ponnary y Thirith -, eran las hijas de un juez camboyano que abandonó a su familia por una mujer de la realeza camboyana, hecho que llevaría a desarrollar en ambas jóvenes un cierto rencor contra la élite y nobleza de su país, como señala D. Chander en su obra "Brother Number One: A Political Biography of Pol Pot".  Alcanzaron un diploma en el Liceo Sisowath, las primeras mujeres camboyanas en lograrlo y ambas jóvenes fueron a Francia: Thirith se especializó en estudios sobre Shakespeare y Ponnary en lingüística jemer.
Después de regresar a Camboya ya con sus maridos, Ponnary se dedicó, como Pol Pot, a la enseñanza en Phnom Penh mientras ambos trabajaban silenciosamente en la construcción del partido comunista que esperaban.
Con la clandestinización de los jemeres rojos en 1970, después del golpe de Estado de Lon Nol, Ponnary seguiría a su marido a las selvas camboyanas, pero el deterioro de su salud mental comenzaría a hacerse evidente. Aun así, Pol Pot la nombraría presidenta de propaganda y educación de la Asociación de Mujeres de la Kampuchea Democrática y como tal recorrió el país.

## Kampuchea Democrática
Después de 1975, cuando los jemeres rojos tomaron el control definitivo del país, Ponnary ya no estaba en condiciones mentales para trabajar. Estuvo todo el tiempo al lado de su marido, pero después de la invasión vietnamita en 1979 fue enviada a la provincia de Chanburi, Tailandia y alejada definitivamente de Pol Pot, aunque todo el tiempo estuvo preguntando por él.